# Großenbehringer Holz
Das Naturschutzgebiet Großenbehringer Holz liegt im Wartburgkreis in Thüringen. Es erstreckt sich nordwestlich von Behringen, einem Ortsteil der Gemeinde Hörselberg-Hainich. Östlich und südlich des Gebietes verläuft die B 84.

## Bedeutung
Das 117,9 ha große Gebiet mit der NSG-Nr. 23 wurde im Jahr 1961 unter Naturschutz gestellt. 